# Sant Jaume de Frontanyà

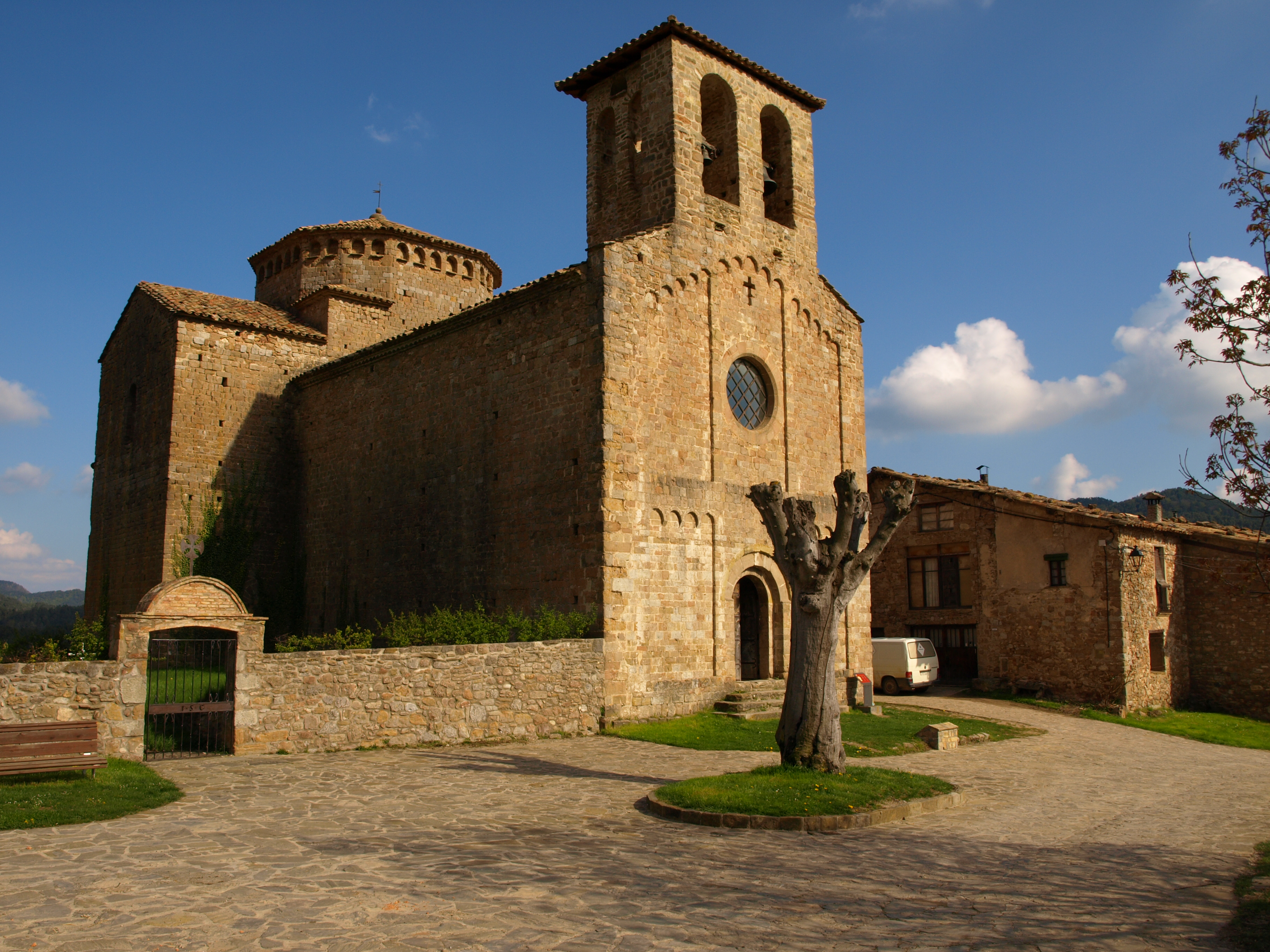
Kirche Sant Jaume

Sant Jaume de Frontanyà (spanisch San Jaime de Frontanya) ist ein Ort und eine Gemeinde (municipi) mit 26 Einwohnern (Stand: 2024) in der Comarca Berguedà im Norden der Provinz Barcelona in der Autonomen Region Katalonien. Es ist – gemessen an der Einwohnerzahl – die kleinste Gemeinde Kataloniens.

## Lage
Der Ort Sant Jaume de Frontanyà liegt am Südhang der Serra de Catllaràs, einem Ausläufer der Pyrenäen, in einer Höhe von etwa 1075 Metern ü. d. M. Die Kleinstadt Berga befindet sich etwa 30 Kilometer (Fahrtstrecke) südwestlich; die Großstadt Barcelona liegt etwa 138 Kilometer südlich.

## Bevölkerungsentwicklung
| Jahr      | 1960 | 1970 | 1981 | 1991 | 2001 | 2011 |
| Einwohner | 74   | 21   | 20   | 28   | 26   | 19   |

Mitte des 19. Jahrhunderts lag die Zahl der Einwohner der Gemeinde noch bei ca. 450. Seitdem ist aufgrund der zunehmenden Mechanisierung der Landwirtschaft ein kontinuierliches Absinken der Bevölkerungszahlen zu verzeichnen.

## Wirtschaft
Früher lebten die Einwohner hauptsächlich als Selbstversorger von der Landwirtschaft, zu der auch die Haltung von Vieh (v. a. Rinder, Schweine, Schafe und Ziegen) gehörte. Heute sind Forstwirtschaft und Tourismus in Form der Vermietung von Ferienwohnungen (cases rurals) die bedeutendsten Einnahmequellen der Bevölkerung.

## Geschichte
Aus prähistorischer, iberischer, römisch-antiker, westgotischer und islamischer Zeit sind bislang keine Siedlungsspuren nachgewiesen. Von einer Rückeroberung (reconquista) der nur dünn besiedelten Region kann kaum die Rede sein. Die erste Erwähnung des Ortes stammt aus dem Jahr 905; damals wurde die erste Kirche geweiht. Mit dem Bau der heutigen Kirche begann man im Jahr 1066; sie wurde wahrscheinlich noch im 11. Jahrhundert fertiggestellt und bildete über Jahrhunderte den religiös-kulturellen und wirtschaftlichen Kern der Ansiedlung.

## Sehenswürdigkeiten
- Die ehemalige Priorats- oder Klosterkirche Sant Jaume aus der zweiten Hälfte des 11. Jahrhunderts ist ein Juwel romanischer Baukunst in Katalonien.
- Die kleine Einsiedlerkapelle Sant Esteve de Tubau ist etwa fünf Kilometer vom Ort entfernt (42° 12′ 14,9″ N, 2° 2′ 30,2″ O) und stammt aus dem 11. Jahrhundert. Die Holztür des Portals wird von spiralförmig geschmiedeten Bändern zusammengehalten; oberhalb des Portals befinden sich ein kreuzförmiges Fenster und ein zweigeteilter Glockengiebel. Zwei weitere kleine Fenster belichten die rechteckige und tonnengewölbte Apsis; das kleine Kirchenschiff wird von längsgelegten Holzbalken überspannt.